# Tower 49
Tower 49 es un rascacielos en el distrito Midtown Manhattan de la Ciudad de Nueva York. La parcela da a la Calle 48 y Calle 49, situadas entre la Quinta Avenida y la Avenida Madison. La fachada que da a la calle está encajonada entre otros edificios del ancho de un brownstone (edificio unifamiliar típico de Nueva York) dando lugar a una parcela irregular. La torre supera la altura permitida para un edificio situado en mitad de una manzana, así que para poder añadir plantas adicionales los promotores adquirieron derechos de vuelo sobre los edificios adyacentes incluyendo una iglesia sueca.
Para abordar este reto, la firma Skidmore, Owings y Merrill diseñó una «forma simple y cristalina» de dos cuerpos achaflanados unidos por un núcleo central de servicios revestido de un muro cortina de cristal tintado de azul.
Entre los inquilinos se encuentra la Major League Baseball Players Association. Tower 49 es uno de los pocos edificios que tienen un símbolo de marca registrada como parte de su nombre oficial.